# ウィリアム・コートネイ (初代コートネイ子爵)
初代コートネイ子爵ウィリアム・コートネイ（William Courtenay, 1st Viscount Courtenay、1710年2月11日 – 1762年5月16日）は、グレートブリテン王国の政治家、貴族。トーリー党所属の庶民院議員を28年間務め、晩年に子爵に叙されたが、叙爵から10日後に死去した。孫の代となった1831年、貴族院の裁定により法律上のデヴォン伯爵だったと認定されたが、生前にデヴォン伯爵の称号を使用することはなかった。

## 生涯
第2代準男爵サー・ウィリアム・コートネイと妻アン（1718年10月31日没、初代アビンドン伯爵ジェームズ・バーティーの娘）の三男（長男と次男は早世）として、1710年2月11日に生まれ、15日にセント・マーティン・イン・ザ・フィールズで洗礼を受けた。1722年よりウェストミンスター・スクールで教育を受けた後、1729年6月4日にオックスフォード大学モードリン・カレッジに入学、1731年1月28日にM.A.、1739年5月16日にD.C.L.の学位を修得した。
1734年イギリス総選挙でコートネイ家が影響力を有するホニトン選挙区から出馬、無投票で当選した。1735年10月6日に父が死去すると、準男爵位を継承した。議会ではトーリー党に属し、ジェンキンスの耳の戦争直前の1739年にスペインとの間で締結された協定への反対演説をした。
1741年イギリス総選挙ではデヴォン選挙区に鞍替えして無投票で再選し、1747年、1754年、1761年の総選挙でも無投票で再選した。1741年2月に首相ロバート・ウォルポールへの不信任決議案が採決にかけられたときは議場から退出したが、1742年と1744年の二度にわたってオーストリア継承戦争中のハノーファー兵への援助金について反対票を投じた。また1743年時点で広大な領地を所有し、年収14,000ポンドに相当した。
1762年5月6日、グレートブリテン貴族であるコートネイ子爵に叙された。この叙爵は首相ビュート伯爵の推薦によるとされ、ビュート伯爵は叙爵に伴うデヴォン選挙区の補欠選挙でコートネイ子爵に圧力をかけ、自身の推す候補ジョン・パーカーを支持させた。しかしコートネイはその10日後の5月16日にロンドンで死去、31日にデヴォン州パウダーラムで埋葬された。同名の息子ウィリアムが爵位を継承した。
死後の1831年、貴族院の裁定により法律上のデヴォン伯爵だったと認定されたが、生前にデヴォン伯爵の称号を使用することはなかった。

## 家族

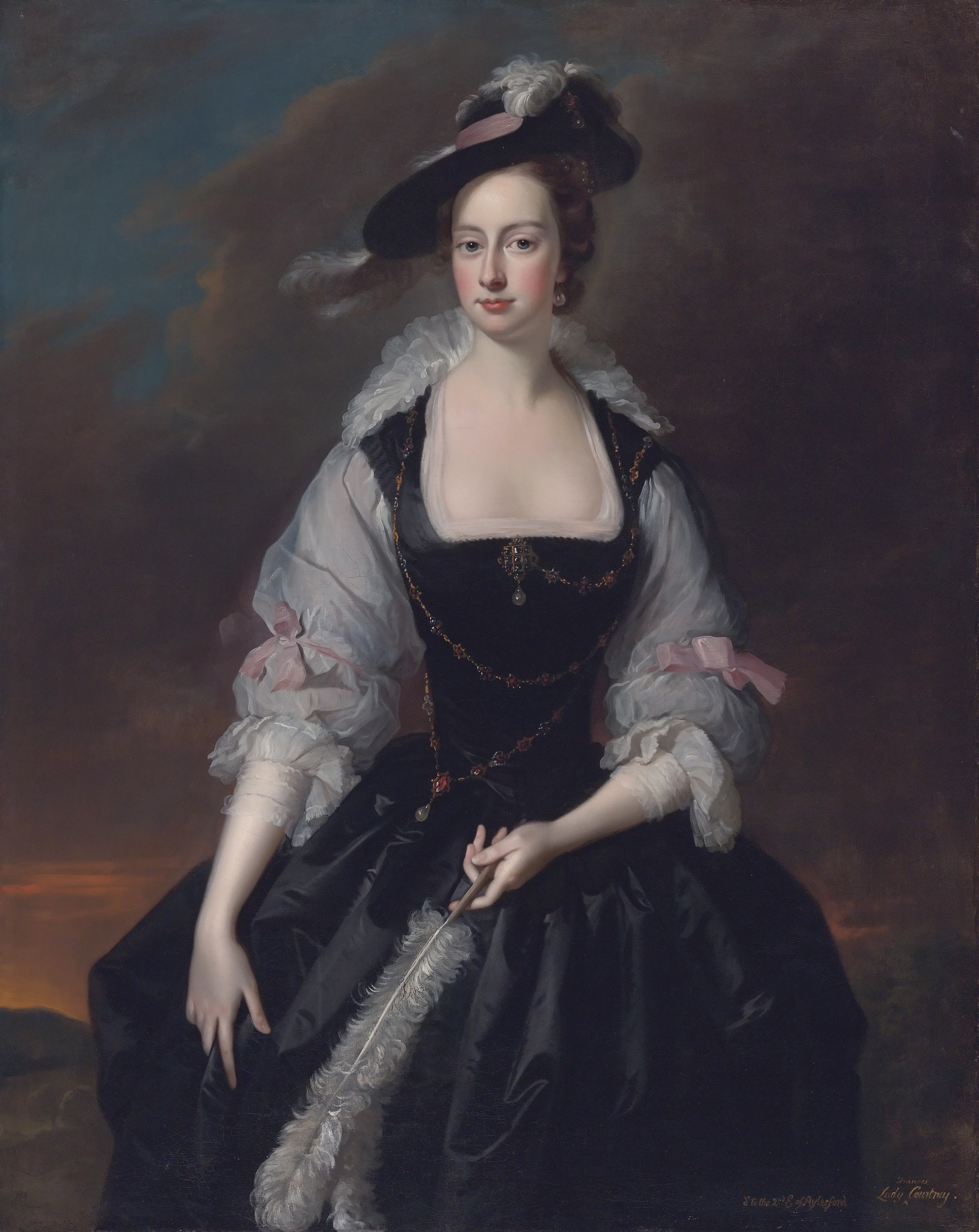
妻フランシスの肖像画、トマス・ハドソン画。

1741年4月2日、フランシス・フィンチ（Frances Finch、1721年2月4日 – 1761年12月19日、第2代エイルズフォード伯爵ヘニッジ・フィンチの娘）と結婚、1男5女をもうけた。
- ウィリアム（1742年10月30日 – 1788年10月14日） - 第2代コートネイ子爵、法律上の第8代デヴォン伯爵[1]
- エリザベス・アン（1744年2月19日 – 1744年[8]）
- メアリー（1745年3月2日 – 1784年2月13日[8]）
- フランシス（1747年3月10日 – 1828年2月24日） - 1770年6月7日、第8代準男爵サー・ジョン・ロッテスリー（英語版）と結婚[8]
- ルーシー（1748年6月6日 – 1786年12月[8]） - 1777年11月24日、ジョン・コーツ（英語版）と結婚[9]
- シャーロット（1751年1月20日 – 1826年5月23日埋葬） - 1782年9月12日、初代ロスリン伯爵アレグザンダー・ウェッダーバーンと結婚[10]